# Ibis
«Ибис» (англ. Ibis, подзаголовок The International Journal of Avian Science) — рецензируемый научный журнал, издаётся Британским союзом орнитологов (BOU) с 1859 года. Первым редактором журнала был британский адвокат и зоолог Филип Латли Склейтер. Среди тем, которые освещаются в статьях — экология, охрана природы, охрана окружающей среды, экосоциология, палеонтология, таксономия, в том числе новых видов птиц.
«Ибис» публикует оригинальные работы, отчёты и короткие сообщения о проведённых орнитологических исследованиях. Основное внимание уделяется сохранению, экологии, этологии и классификации птиц.
Все материалы должны быть написаны на английском языке. Работа не должна публиковаться ранее в другом месте. Если вклад признаётся BOU, автор должен передать исключительные лицензионные права Союзу британских орнитологов.
Журнал выпускает издательство «Wiley-Blackwell» как в печатном, так и в цифровом формате. Отдельные выпуски доступны в сети Интернет бесплатно для учреждений, использующих систему OARE (Online Access to Research in the Environment).